# Ley de promedios
La ley de los promedios es la creencia de que un resultado o evento particular ocurrirá, durante ciertos períodos de tiempo, con una frecuencia similar a su probabilidad. Dependiendo del contexto o la aplicación, puede considerarse una observación válida de sentido común o una mala interpretación de la probabilidad. Esta noción puede llevar a la falacia del jugador cuando uno se convence de que un resultado particular debe ocurrir pronto simplemente porque no ha ocurrido recientemente (por ejemplo, creer que debido a que tres lanzamientos consecutivos de moneda arrojaron cara, el próximo lanzamiento de moneda debe prácticamente garantizar que salga cruz ). 
La "ley" generalmente refleja ilusiones o una mala comprensión de las estadísticas más que cualquier principio matemático. Si bien existe un teorema real de que una variable aleatoria reflejará su probabilidad subyacente en una muestra muy grande, la ley de los promedios normalmente supone que debe ocurrir un "equilibrio" antinatural a corto plazo.  Las aplicaciones típicas generalmente también suponen que no hay sesgo en la distribución de probabilidad subyacente, lo que frecuentemente está en desacuerdo con la evidencia empírica.

## Ejemplos

### Falacia del jugador
La falacia del jugador es una aplicación errónea particular de la ley de los promedios en la que el jugador cree que un resultado particular es más probable porque no ha ocurrido recientemente, o (a la inversa) que debido a que un resultado particular ha ocurrido recientemente, será menos probable en el futuro inmediato.
Como ejemplo, consideremos una ruleta que ha salido en rojo en tres giros consecutivos. Un observador podría aplicar la ley de los promedios para concluir que en su siguiente giro está garantizado (o al menos es mucho más probable) que aterrice en negro. Por supuesto, la rueda no tiene memoria y sus probabilidades no cambian según resultados pasados. Por lo tanto, incluso si la rueda ha aterrizado en rojo en diez o cien giros consecutivos, la probabilidad de que el siguiente giro sea negro no supera el 48,6% (suponiendo una rueda europea justa con un solo cero verde; sería exactamente 50 % si no hubiera cero verde y la rueda fuera justa, y 47,4% para una rueda americana justa con un "0" verde y un "00" verde). De manera similar, no existe ninguna base estadística para creer que los números de lotería que no han aparecido recientemente aparecerán pronto. (Hay cierto valor en elegir números de lotería que son, en general, menos populares que otros, no porque tengan más o menos probabilidades de aparecer, sino porque los premios más grandes generalmente se comparten entre todas las personas que eligieron el número ganador). números. Los números impopulares tienen la misma probabilidad de aparecer como los números populares, y en caso de una gran ganancia, probablemente uno tendría que compartirla con menos personas. Ver apuestas mutuas.)

### Valores esperados
Otra aplicación de la ley de los promedios es la creencia de que el comportamiento de una muestra debe alinearse con el valor esperado según las estadísticas de población. Por ejemplo, supongamos que se lanza una moneda justa 100 veces. Usando la ley de los promedios, se podría predecir que habrá 50 caras y 50 cruces. Si bien este es el resultado más probable, solo hay un 8% de posibilidades de que ocurra según {\displaystyle P(X=50\mid n=100,p=0.5)} de la distribución binomial. Las predicciones basadas en la ley de promedios son aún menos útiles si la muestra no refleja la población.

### Repetición de ensayos
En este ejemplo, se intenta aumentar la probabilidad de que un evento raro ocurra al menos una vez realizando más ensayos. Por ejemplo, un solicitante de empleo podría argumentar: "Si envío mi currículum a suficientes lugares, la ley de los promedios dice que alguien eventualmente me contratarán". Suponiendo una probabilidad distinta de cero, es cierto que realizar más ensayos aumenta la probabilidad general de obtener el resultado deseado. Sin embargo, no existe un número particular de ensayos que garantice ese resultado; más bien, la probabilidad de que ya haya ocurrido se acerca al 100%, pero nunca llega a alcanzarlo.

### Cachorros de Chicago
La canción de Steve Goodman "A Dying Cub Fan's Last Request" menciona la ley de los promedios en referencia a la falta de éxito en el campeonato de los Chicago Cubs. En el momento en que Goodman grabó la canción en 1981, los Cachorros no habían ganado un campeonato de la Liga Nacional desde 1945, y no habían ganado una Serie Mundial desde 1908. Esta inutilidad continuaría hasta que los Cachorros finalmente ganaran ambos en 2016.